# Seznam osebnosti iz Občine Bistrica ob Sotli
Seznam osebnosti iz Občine Bistrica ob Sotli vsebuje osebnosti, ki so se tu rodile, delovale ali umrle.

## Religija
- Jožef Zabukovšek, duhovnik in nabožni pisatelj (1804, Polje pri Bistrici – 1870, Bizeljsko)
- Jožef Ulaga, rimskokatoliški duhovnik, politik in časnikar (1826, Bistrica ob Sotli – 1881, Slovenske Konjice)
- Ivan Lipold, duhovnik in politik (1842, Mozirje – 1897, Bistrica ob Sotli)
- Josip Hohnjec, teolog in politik (1873, Bistrica ob Sotli – 1964, Šmartno pri Velenju)

## Ostalo
- Friderik Degen, pedagog, pisatelj, kulturnik (1906, Bistrica ob Sotli – 2001, Maribor)
- Janko Skvarča, narodni heroj (1915, Spodnja Idrija – 1943, Bistrica ob Sotli)
- Ivan Geršak, pravnik in politik (1838, Bistrica ob Sotli – 1911, Ormož)
- Ute Apfelbeck, avstrijska političarka (1943, Kunšperk)